# Джаспър (окръг, Индиана)
Окръг Джаспър (на английски: Jasper County) е окръг в щата Индиана, Съединени американски щати. Площта му е 1453 km², а населението е 32 918 души (1 април 2020). Административен център е град Ренсълийр.